# سمك الكيدم ذو الشريط الذهبي
سمك الكيدم ذو الشريط الذهبي (الاسم العلمي: Thalassoma hebraicum) هو نوع من فصيلة الكيدميات يستوطن غرب المحيط الهندي؛ حيث يسكن بيئات الشعاب المرجانية على أعماق من 1 إلى 30 مترًا (3.3 إلى 98.4 قدمًا). يمكن أن يصل طول هذه الأنواع إلى 23 سنتيمتر (9.1 بوصة) في الطول الكلي، كما يُعد هدفًا لمصايد الأسماك التقليدية المحلية، ويمكن العثور عليه أيضًا في تجارة أحواض السمك (الأكواريوم).

## معرض صور

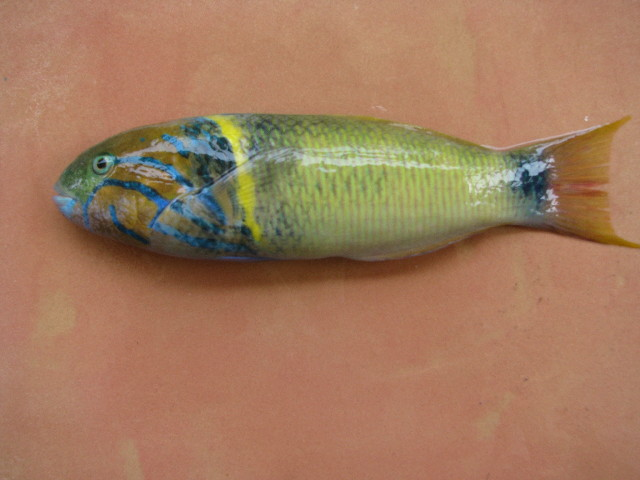
سمك كيدم ذو شريط ذهبي خارج البحر
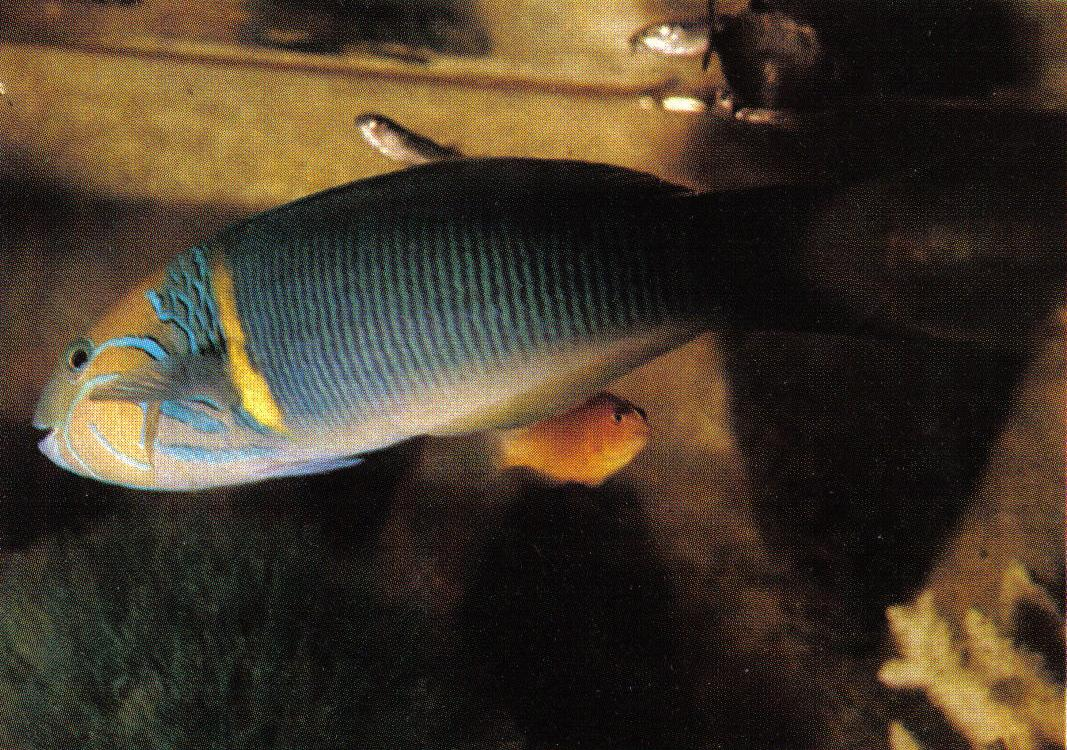
صورة من عام 1977 تبين سمكة تسبح في البحر بالقرب من جزر سيشل
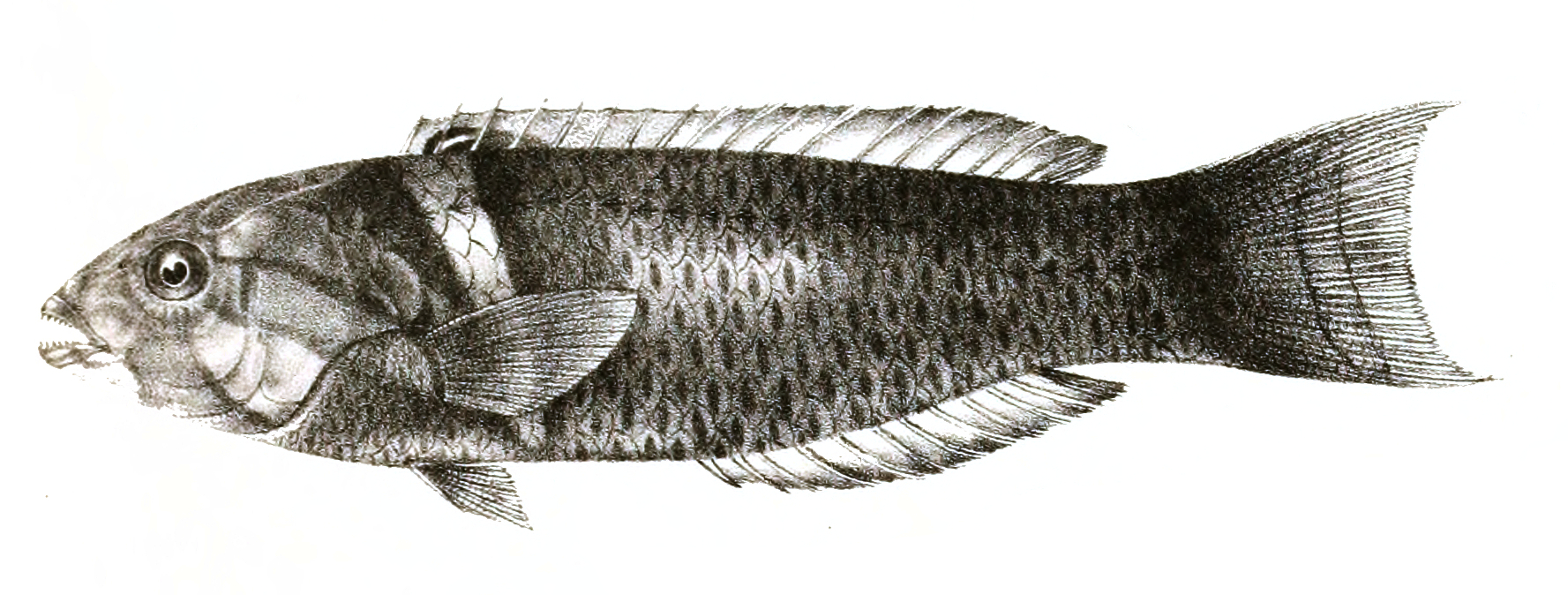
سمك كيدم هلالي معروض في صفيحة
ورقة مطبوعة ضمن مجموعة Iconographia Zoologica بجامعة أمستردام، هولندا